# São Lourenço de Sande
São Lourenço de Sande (llamada oficialmente Sande (São Lourenço)) era una freguesia portuguesa del municipio de Guimarães, distrito de Braga.

## Historia
Fue suprimida el 28 de enero de 2013, en aplicación de una resolución de la Asamblea de la República portuguesa promulgada el 16 de enero de 2013 al unirse con la freguesia de Balazar, formando la nueva freguesia de Sande São Lourenço e Balazar.